# Ildebrando I
Ildebrando I o Hildebrand-Childebrand (690 circa – 751 circa) duca di Provenza dal 737 al 739, figlio di Pipino di Herstal, fratellastro di Carlo Martello e capostipite della famiglia dei Nibelunghi o Nibelungidi.

## Biografia
Ildebrando I è stato fedele alleato di suo fratello Carlo Martello, ha partecipato come leader nella lotta contro gli arabi in Provenza, dal 737 al 738,  e con il nipote Pipino nella conquista della Borgogna, che ne affidò il governo a lui, che fu nominato duca.  
Ildebrando, signore di Melun, Perresi e Bozi (in Charolais). Era conte di Borgogna (in alcune fonti è indicato come conte di Oeten). 
Secondo la versione più diffusa, potrebbe essere il padre di Adalardo di Chalon, Ildebrando I conte di Borgogna e duca di Provenza, che fu uno dei cronisti continuatori di Fredegario, e che da una moglie di cui non si conoscono il nome e gli ascendenti, ebbe dei figli. 
Ildebrando fu l'autore della seconda parte delle cronache (dal 736 al 751), conosciute sotto il nome di "continuatori di Fredegario". I suoi figli di nome Nibelungo e Adalardo continuarono l'opera del padre come continuatori di Fredegario.

## Discendenza
Il nome della moglie di Ildebrando è sconosciuto. Anche le informazioni sui figli di Ildebrando sono abbastanza contraddittorie. I suoi figli in diverse fonti sono indicati come conti di Othen, Macon, Chalon, Amiens, Wexena, Valois.
- Nibelungo I (705/720 circa- † tra il 770 e 786), signore di Perraci e Bozhi[6];
- (?) Teodorico (c.708-755?) capostipite della famiglia Vilgelmidy;
- (?) Adalardo di Chalon (?-† dopo il 763), conte di Chalon, probabilmente capostipite della famiglia Vergy;
- (?) Sigiberto († intorno all'820) conte di Rouergue, fondatore della famiglia Raymondides (poi Tolosa);
- (?) Ekkared.

## Ascendenza
|                   |   |                  | Genitori         |  |  | Nonni |  |  | Bisnonni        |  |  | Trisnonni |  |
|                   |   |                  |                  |  |  |       |  |  | Arnolfo di Metz |  |  | …         |  |
|                   |   |                  |                  |  |  |       |  |  | Arnolfo di Metz |  |  | …         |  |
|                   |   | …                |                  |  |  |       |  |  | Arnolfo di Metz |  |  |           |  |
| Ansegiso          |   |                  |                  |  |  |       |  |  | Arnolfo di Metz |  |  |           |  |
|                   |   | Doda di Metz     | Arnoaldo di Metz |  |  |       |  |  |                 |  |  |           |  |
|                   |   | Doda di Metz     | Arnoaldo di Metz |  |  |       |  |  |                 |  |  |           |  |
|                   |   | Doda di Metz     | …                |  |  |       |  |  |                 |  |  |           |  |
| Pipino di Herstal |   | Doda di Metz     |                  |  |  |       |  |  |                 |  |  |           |  |
|                   |   | Pipino di Landen | …                |  |  |       |  |  |                 |  |  |           |  |
|                   |   | Pipino di Landen | …                |  |  |       |  |  |                 |  |  |           |  |
|                   |   | Pipino di Landen | …                |  |  |       |  |  |                 |  |  |           |  |
| Begga             |   | Pipino di Landen |                  |  |  |       |  |  |                 |  |  |           |  |
|                   |   | Itta di Nivelles | …                |  |  |       |  |  |                 |  |  |           |  |
|                   |   | Itta di Nivelles | …                |  |  |       |  |  |                 |  |  |           |  |
|                   |   | Itta di Nivelles | …                |  |  |       |  |  |                 |  |  |           |  |
| Ildebrando I      |   | Itta di Nivelles |                  |  |  |       |  |  |                 |  |  |           |  |
|                   | … | …                |                  |  |  |       |  |  |                 |  |  |           |  |
|                   | … | …                |                  |  |  |       |  |  |                 |  |  |           |  |
|                   | … | …                |                  |  |  |       |  |  |                 |  |  |           |  |
| …                 | … |                  |                  |  |  |       |  |  |                 |  |  |           |  |
|                   |   | …                | …                |  |  |       |  |  |                 |  |  |           |  |
|                   |   | …                | …                |  |  |       |  |  |                 |  |  |           |  |
|                   |   | …                | …                |  |  |       |  |  |                 |  |  |           |  |
| …                 |   | …                |                  |  |  |       |  |  |                 |  |  |           |  |
|                   |   | …                | …                |  |  |       |  |  |                 |  |  |           |  |
|                   |   | …                | …                |  |  |       |  |  |                 |  |  |           |  |
|                   |   | …                | …                |  |  |       |  |  |                 |  |  |           |  |
| …                 |   | …                |                  |  |  |       |  |  |                 |  |  |           |  |
|                   |   | …                | …                |  |  |       |  |  |                 |  |  |           |  |
|                   |   | …                | …                |  |  |       |  |  |                 |  |  |           |  |
|                   |   | …                | …                |  |  |       |  |  |                 |  |  |           |  |
|                   |   | …                |                  |  |  |       |  |  |                 |  |  |           |  |